# آتش در خرمن (رمان)
آتش در خرمن کتابی از حسین فتاحی است که در سال ۱۳۶۷ منتشر و در مراسم کتاب سال جمهوری اسلامی ایران به‌عنوان کتاب برگزیده معرفی شد. فیلم آتش در خرمن با الهام از این کتاب ساخته شده‌است.